# پت کرافورد براون
پت کراوفورد براون (انگلیسی: Pat Crawford Brown؛ زادهٔ ۲۹ ژوئن ۱۹۲۹) یک هنرپیشه اهل ایالات متحده آمریکا است. وی از سال ۱۹۸۵ میلادی تاکنون مشغول فعالیت بوده است.

## بخشی از فیلمشناسی
از فیلم‌ها یا برنامه‌های تلویزیونی که وی در آن نقش داشته است می‌توان به آثار زیر اشاره کرد.
- منطقه نیمه‌روشن (سری تلویزیونی ۱۹۸۵) (۱۹۸۶, مجموعه تلویزیونی)
- مورفی براون (۱۹۹۰–۱۹۹۵, مجموعه تلویزیونی)
- خیال باطل (۱۹۹۰, مجموعه تلویزیونی)
- مسائل اولیه (۱۹۹۱, مجموعه تلویزیونی)
- موشک‌زن (فیلم) (۱۹۹۱)
- ارکیده وحشی ۲ (۱۹۹۱)
- اسباب‌بازی‌های شیطانی (۱۹۹۲)
- راهبه بدلی (۱۹۹۲)
- گام به گام (مجموعه تلویزیونی) (۱۹۹۲, مجموعه تلویزیونی)
- کمپ وحشی (۱۹۹۳, مجموعه تلویزیونی)
- راهبه بدلی ۲: بازگشت به عادت (۱۹۹۳)
- روزهای زندگی ما (۱۹۹۳–۲۰۰۹, مجموعه تلویزیونی)
- نیش واقعی (۱۹۹۴)
- متأهل… بچه‌دار (۱۹۹۵, مجموعه تلویزیونی)
- بهبود خانه (مجموعه تلویزیونی) (۱۹۹۶, مجموعه تلویزیونی)
- بخش فوریت‌های پزشکی (مجموعه تلویزیونی) (۱۹۹۶, مجموعه تلویزیونی)
- بورلی هیلز، ۹۰۲۱۰ (۱۹۹۶, مجموعه تلویزیونی)
- تجدید دیدار دبیرستانی رومی و میشل (۱۹۹۷)
- داستان‌های باورنکردنی (۱۹۹۸, مجموعه تلویزیونی)
- جک فراست (فیلم ۱۹۹۸) (۱۹۹۸)
- نیروهای طبیعت (۱۹۹۹)
- نمایش درو کری (۱۹۹۹, مجموعه تلویزیونی)
- سومین سنگ بعد از خورشید (۲۰۰۰, مجموعه تلویزیونی)
- قاضی ایمی (۲۰۰۰–۲۰۰۲, مجموعه تلویزیونی)
- این زنان پیر (2001, TV Movie)
- لیزی مک‌گوایر (۲۰۰۲, مجموعه تلویزیونی)
- بافی قاتل خون‌آشام‌ها (مجموعه تلویزیونی) (۲۰۰۲, مجموعه تلویزیونی)
- دختران گیلمور (۲۰۰۲–۲۰۰۴, مجموعه تلویزیونی)
- بی‌باک (فیلم ۲۰۰۳) (۲۰۰۳)
- وابسته به تو (فیلم) (۲۰۰۳)
- مانک (۲۰۰۴, مجموعه تلویزیونی)
- پرورش شکست‌خورده (مجموعه تلویزیونی) (۲۰۰۴, مجموعه تلویزیونی)
- به گفته جیم (۲۰۰۴, مجموعه تلویزیونی)
- کدبانوهای وامانده (۲۰۰۴–۲۰۰۷, مجموعه تلویزیونی)
- شما، من و دوپری (۲۰۰۶)
- جنگ در خانه (مجموعه تلویزیونی) (۲۰۰۶, مجموعه تلویزیونی)
- سی‌اس‌آی (۲۰۰۷, مجموعه تلویزیونی)
- نوربیت (۲۰۰۷)
- فمیلی گای (۲۰۰۷, مجموعه تلویزیونی)
- بیمارستان عمومی (۲۰۰۸, مجموعه تلویزیونی)
- فیلادلفیا همیشه آفتابی است (۲۰۰۸, مجموعه تلویزیونی)
- آشنایی با مادر (۲۰۰۹, مجموعه تلویزیونی)
- نجات گریس (۲۰۰۹, مجموعه تلویزیونی)
- درد زایمان (۲۰۰۹)
- اجتماع (مجموعه تلویزیونی) (۲۰۱۰, مجموعه تلویزیونی)
- پارک‌ها و تفریحات (۲۰۱۱, مجموعه تلویزیونی)
- قواعد نامزدی (۲۰۱۱, مجموعه تلویزیونی)
- استخوان‌ها (مجموعه تلویزیونی) (۲۰۱۱, مجموعه تلویزیونی)
- لس آنجلس سیاه (2011, Video Game)